# روبير كوهن
روبير كوهن (بالفرنسية: Robert Cohen)‏ مواليد 15 نوفمبر 1930 في عنابة، الجزائر، هو ملاكم محترف فرنسي معتزل كان يصنف ضمن فئة وزن الديك. كان بطلا للعالم في وزن الديك بين عامي 1954 و 1956.

## إحصائيات
خاض خلال مسيرته 43 نزالا، فاز في 36 وتعادل في 3 وخسر في 4. فاز بالضربة القاضية في 14 نزالا.

## روابط خارجية
- روبير كوهن على موقع بوكس ريك (الإنجليزية) (registration required)